# 보르쿠타강

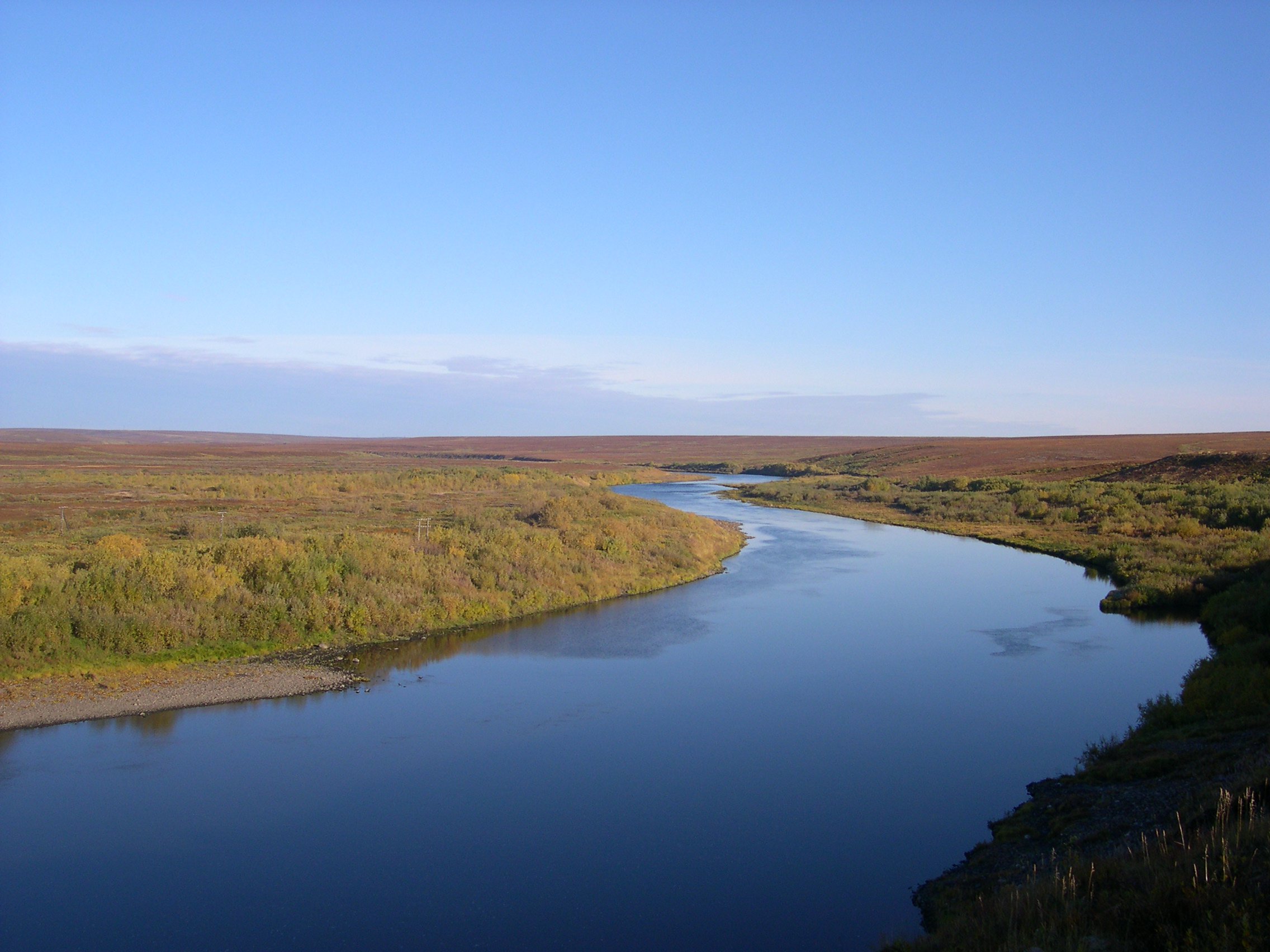
보르쿠타강

보르쿠타강(러시아어: Воркута)은 러시아 북동부를 흐르는 강이다. 우사강(페초라강의 지류)의 첫 번째 지류이다. 유역 길이는 182 km, 유역 면적은 4550 km2이다. 툰드라를 통과해서 흐른다. 보르쿠타강에 접한 도시는 보르쿠타이다.